# Kowloon Park

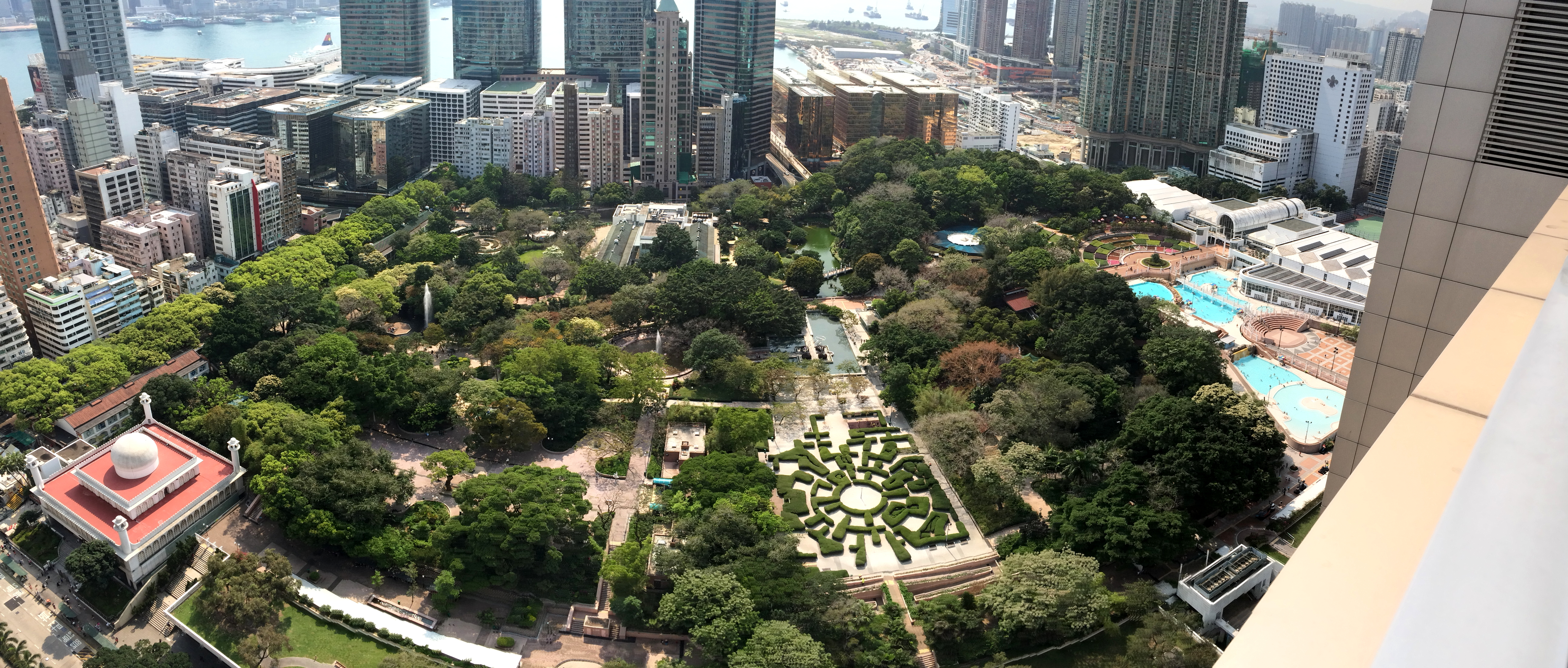
Kowloon Park mit Kowloon-Moschee – Luftansicht, 2014

Der Kowloon Park (chinesisch 九龍公園)  a) ist eine große Parkanlage und Erholungsstätte in Tsim Sha Tsui (heute Distrikt Yau Tsim Mong), Kowloon, Hongkong. Mit einer Fläche von 13,3 Hektar ist er der größte Park in Kowloon. Das Unterhaltungsangebot schließt zahlreiche Aktivitäten unter freiem Himmel wie in etlichen Gebäuden ein. Offiziell wurde das ehemalige militärische Areal am 24. Juni 1970 der Öffentlichkeit übergeben. Heute wird der Park durch die Leisure and Cultural Services Department (Freizeit- und Kulturabteilung der Regierung) betrieben.
Der Kowloon Park in Tsim Sha Tsui, Kowloon, ist nicht zu verwechseln mit dem Kowloon Walled City Park (九龍寨城公園)  b) auf dem historischen Gelände von Kowloon Walled City in Kowloon City, ebenfalls in Kowloon.

## Geschichte

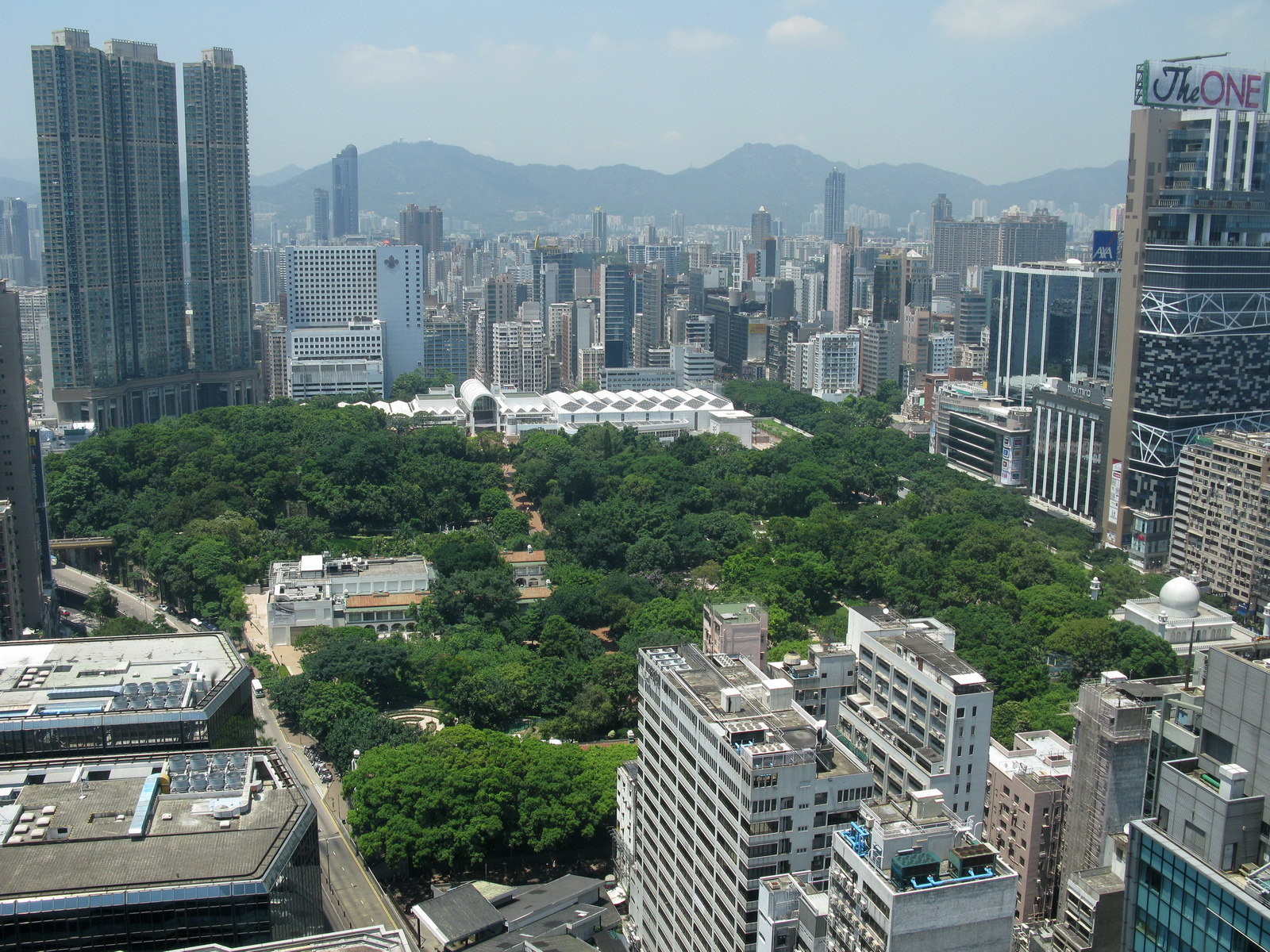
Kowloon Park aus der Luft, 2010

Infolge der Pekinger Konvention von 1860 wurde die Halbinsel Kowloon Großbritannien zugesprochen und durch britische Truppen, die sich bereits in der Kronkolonie auf der Hauptinsel Hong Kong befanden, besetzt. Im Süden von Kowloon, wo sich heute der Kowloon Park (ehemals die Whitfield Barracks) befindet, befand sich eine Anhöhe, von der aus sich die westliche Einfahrt zum Victoria Harbour kontrollieren ließ. Dieser Standort wurde 1864 zum Militärgebiet erklärt, und es wurde hier zwischen 1878 und 1880 die Artilleriebatterie Kowloon  West  Battery  II angesiedelt, die den Hafen verteidigen sollte.

### Whitfield Barracks
Ab 1890 begann man, auf dem Grundstück für die Britisch-Indische Garnison, die hier stationiert war, Kasernen zu errichten. 1910 waren es dann insgesamt 85 Gebäude. Diese Anlage wurde nach Henry Wase Whitfield, dem Kommandeur der Streitkräfte des Vereinigten Königreichs in China, Hongkong und den Straits Settlements, benannt. Neben der bereits vorhandenen Artilleriebatterie wurde 1896 an der südöstlichen Ecke der Kaserne die Moschee Kowloon Mosque für die muslimischen Soldaten der Garnison erbaut.

## Die Parkanlage heute

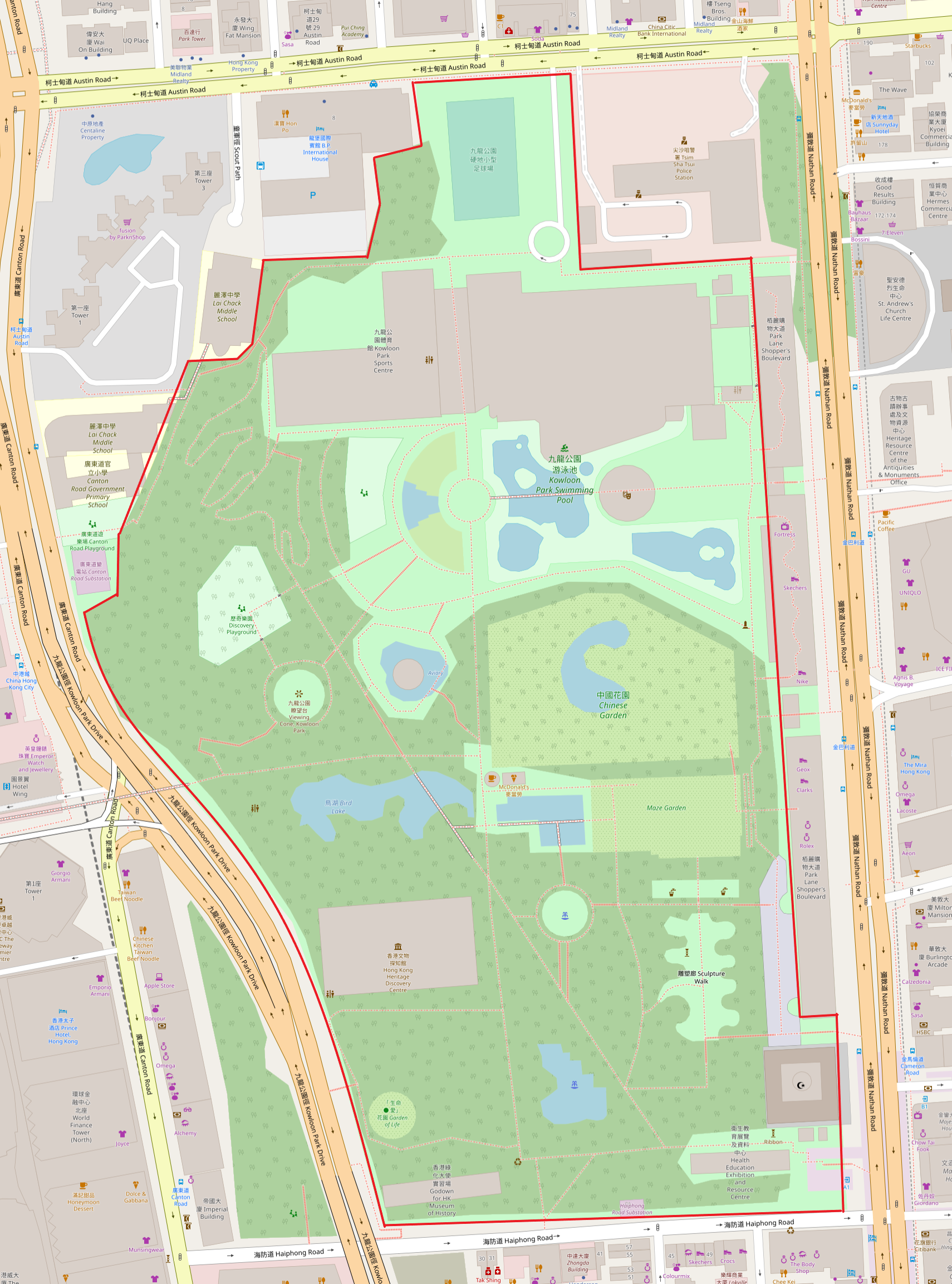
Karte zum Kowloon Park, 2020

1967 wurde das militärische Gelände mit allen Einrichtungen an zivile Stellen von Hong Kong übergeben; 1970 übernahm der Gemeinderat (Urban Council) der Kronkolonie die Verwaltung des Geländes; am 24. Juni 1970 eröffnete der 24. Gouverneur Sir David Trench offiziell das erste Teilstück des Kowloon Parks. Es wurde eine gründliche Überholung (und Erweiterung) der Anlage eingeleitet, in deren Zuge die meisten vorhandenen Gebäude der Kaserne abgerissen wurden. Übriggeblieben sind nur vier: Die Blocks S61, S62, 58 und S4, die sich alle seit 2009 in der Liste der denkmalgeschützten Objekte ersten Grades befinden. Die Neugestaltung des Parks wurde 1989 abgeschlossen.
Weitere Sehenswürdigkeiten und Attraktionen sind unter anderem:
- Das Hong Kong Heritage Discovery Centre befindet sich in den Blocks S61 und S62 der ehemaligen Whitfield Barracks. 1983 bis 1998 wurde hier vorübergehend das Museum für Geschichte untergebracht. Seit 2005 ist hier das Zentrum für das Kulturerbe zu finden.[7]
- Das Sportzentrum im Kowloon Park verfügt über Volleyball- und Basketballplätze, außerdem drei Squashplätze, einen Fitnessraum usw. Das Schwimmzentrum ist drei Hektar groß mit mehreren großen Becken zum Schwimmen, Springen und für Kleinkinder zum Platschen. Zu den Freizeitangeboten gehört auch ein Fitnesspfad.[8]
- Im Park finden sich Vogelkäfige und Volieren sowie ein Vogelsee mit Fischen und Schildkröten; daneben gibt es im Park etwa 100 verschiedene Wildvogelarten.[8]